# Крук Юрій Юрійович
Ю́рій Ю́рійович Кру́к (нар. 5 жовтня 1978 року, Одеса, УРСР) — український державний та політичний діяч, голова Одеської районної державної адміністрації (З початку російського вторгнення начальник Одеської районної військової адміністрації), депутат Одеської міської ради IV, VI, VII скликань, депутат Одеської обласної ради VIII скликання, директор морського торговельного порту «Чорноморськ» та начальник морського торговельного порту «Південний»

## Життєпис

### Ранні роки
Народився в Одесі, Українська РСР в родині Юрія Борисовича Крука і Валентини Тимофіївни Крук. Має трьох братів: Вячеслава (1962), Вячеслава (1968) та Бориса (1972).

### Освіта
Після закінчення загальноосвітньої школи № 56 у 1995 році вступив до Національного університету «Одеська морська академія» на факультет «морського судоводіння». У березні 2001 року отримав диплом магістра судоводіння.
У 2001 році поступив, а у березні 2005 року закінчив навчання у Одеської національної юридичної академії, отримав диплом юриста.
У 2019 здобув науковий ступень кандидата економічних наук за спеціальністю – економіка та управління національним господарством в Інституті проблем ринку та економіко-екологічних досліджень. Національної академії наук України.

### Професійна кар'єра
- У період навчання у університеті (1995—2001) працював матросом 2-го та 1-го класу.
- Трудову діяльність розпочав у вересні 1999 року заступником директора приватного підприємства «А 1 Маяк Чорного моря».
- З квітня 2001 року по квітень 2002 року працював комерційним директором товариства з обмеженою відповідальністю «Інтер-Контейнер».
- З квітня 2002 року по грудень 2007 року — комерційний директор товариства з обмеженою відповідальністю «Українська Національна Транспортна Компанія».
- У період з 2004 року по 2006 рік у статусі голови наглядової Ради ЗАТ «Ізмаїльський судноремонтний завод».

#### Начальник морського торговельного порту «Південний»
З грудня 2007 року по вересень 2010 року обіймав посаду начальника державного підприємства «Морський торговельний порт «Південний»». За період з 2007 по 2010 рок порт збільшив отримання доходної частини у порівнянні з 2007 роком майже у 6 разів та досяг рекордного показника в галузі на рівні 570 млн грн. чистого прибутку.
За роки керівництва портом збудовано та введено в експлуатацію причал № 9, перевантажувальний комплекс вантажів відкритого зберігання; придбано два нових буксири, перевантажувальні крани «Liebherr».
За результатами роботи в 2009 році на посаді начальника ДП «МТП «Південний» посів 5 місце у номінації «Людина року – 2009 на водному транспорті» Національного морського рейтингу.
- З вересня 2010 року по жовтень 2011 року — помічник Міністра транспорту та зв'язку України відділу організаційної роботи Управління аналітичного забезпечення роботи Міністра Міністерства транспорту та зв'язку України.
- З жовтня 2011 року по липень 2013 року працював комерційним директором «Українська Національна Транспортна Компанія».

#### Директор морського торговельного порту «Чорноморськ»
З липня 2013 року по вересень 2015 року обіймав посаду директора державного підприємства «Морський торговельний порт «Чорноморськ»».
На початку вступу на посаду був розроблений «Стратегічний план розвитку ДП „Іллічівський морський торговельний порт“ на період до 2018 року», передбачав реалізацію 12 інвестиційних проектів з загальним об'ємом інвестицій 1 млрд дол. США, два проєкти були реалізовані за період керівництва підприємством.
У період з 2013 по 2015 рік перевалка вантажів порівняно з періодом 2010—2013 значно зросла. З Травня 2014 порт почав приносити прибуток, цього ж року порт розрахувався за всіма кредитними та податковими заборгованостями, зокрема погасив податкову заборгованість на суму 35 000 000 гривень та великий валютний кредит на загальну суму 2 911 918 доларів.
На кінець 2015 року чистий прибуток порту складав понад 525 млн. грн., що дозволило по фінансово економічним показникам вивести порт з останнього місця в галузі на друге, після порту «Южний».
За результатами високих фінансових показників порту в 2014 році було отримано Відзнаку Національного морського рейтингу «Воля до перемоги» за динамічний розвиток Чорноморського порту, а також Диплом переможця в номінації за успішний менеджмент та високий вклад у розвиток морегосподарського комплексу України 14-го рейтингу популярності «Народне визнання-2014».

#### Заступник Чорноморського міського голови
З листопада 2016 року по грудень 2018 року працював заступником Чорноморського міського голови з питань діяльності виконавчих органів ради Чорноморської міської ради.

#### Одеська районна державна адміністрація Одеської області
З лютого 2021 року призначений на посаду голови Одеської районної державної адміністрації Одеської області.
З 24 лютого 2022 року стає начальником переформованої Одеської районної військової адміністрації.

## Політична та громадська діяльність
У 2002 році був обраний депутатом Одеської міської ради IV скликання від міського виборчого округу № 13. Працював у постійній комісії міськради з питань транспорту, зв'язку та інформатики.
У 2004 році вступає до Партії Зелених України та займає позицію голови одеського міського осередку партії та з березня 2005 року був обраний головою Одеської обласної організації Партії Зелених України.
У 2010 році був обраний депутатом Одеської міської ради VI скликання. Працював у постійній комісії з екології та надзвичайних ситуацій.
У 2015 році обирається депутатом Одеської міської ради VII скликання від міського виборчого округа № 23. Входить до складу постійної комісії з питань транспорту, дорожнього господарства, зв'язку та морегосподарського комплексу.
З грудня 2018 року по березень 2021 року — віце-президент Всеукраїнської громадської організації «Український союз промисловців і підприємців».
У жовтні 2020 року обраний депутатом Одеської облради від партії Довіряй ділам, очолює постійну комісію транспортно-комунікаційної інфраструктури, морегосподарського комплексу та цифрового розвитку.

## Сім'я
У шлюбі зі Світланою Крук, виховує чотирьох дітей: Валентина (2004), Владислава (2006) і доньок Анастасію (2009) та Світлану (2019).

## Нагороди та звання
- Грамота Верховної Ради України
- Почесна грамота Кабінету Міністрів України
- Почесна відзнака голови Одеської обласної державної адміністрації
- Почесна відзнака голови Одеської обласної ради
- Почесна відзнака Одеського міського голови
- Почесний працівник морського та річкового транспорту України
- Почесний працівник транспорту України
- Академік Міжнародної академії наук екології безпеки та природи
- Академік Транспортної академії України
- Відзнака Регіонального управління Сил територіальної оборони «Південь»
- Відзнака Південного регіонального управління Державної прикордонної служби України
- Відзнака Президента України «За оборону України»